# Cyrtandromoea nicobarica
Cyrtandromoea nicobarica là một loài thực vật có hoa trong họ Tai voi. Loài này được N.P.Balakr. mô tả khoa học đầu tiên năm 1976.